# Districte de Saint-Denis (Reunió)
El districte de Saint-Denis és una divisió administrativa francesa, situada al departament i regió de l'illa de la Reunió. Té tres comunes. El 2006 va perdre les comunes de Le Port i La Possession al districte de Saint-Paul.
No s'ha de confondre amb el Districte de Saint-Denis del departament de Sena Saint-Denis.

## Composició
El districte cobreix 3 comunes i 11 cantons:
Cantons
1. Cantó de Saint-Denis-1
2. Cantó de Saint-Denis-2
3. Cantó de Saint-Denis-3
4. Cantó de Saint-Denis-4
5. Cantó de Saint-Denis-5
6. Cantó de Saint-Denis-6
7. Cantó de Saint-Denis-7
8. Cantó de Saint-Denis-8
9. Cantó de Saint-Denis-9
10. Cantó de Sainte-Marie
11. Cantó de Sainte-Suzanne

Comunes
1. Saint-Denis
2. Sainte-Marie
3. Sainte-Suzanne

## Canvis
Els límits del districte han estat modificades a 1 de setembre de 2006. Le Port i La Possession van unir-se al districte de Saint-Paul al sud. Els municipis coberts pel districte de Saint-Denis són exactament els mateixos que els que ja estan agrupats en la Comunitat Intercomunal del Nord de l'illa de la Reunió (CINOR).